# Понграчич, Марин
Мари́н Понгра́чич (нем. и хорв. Marin Pongračić; 11 сентября 1997, Ландсхут) — хорватский и немецкий футболист, защитник клуба «Фиорентина» и сборной Хорватии. Участник чемпионата Европы 2024.

## Клубная карьера
Родился 11 сентября 1997 года в немецком городе Ландсхут в семье выходцев из Хорватии. Воспитанник юношеских команд «Бавария» и «Ингольштадт 04».
Во взрослом футболе дебютировал в 2016 году за дублёров клуба «Мюнхен 1860», в следующем году провёл несколько матчей за основную команду.
В 2017 году перешёл за миллион евро в австрийский клуб «Ред Булл». 22 июля в матче против «Вольфсберга» Понграчич дебютировал за новый клуб. 23 ноября в поединке против «Витории Гимарайнш» Марин дебютировал в Лиги Европы УЕФА. 
15 января 2020 года, контракт защитника выкупил немецкий «Вольфсбург», сумма трансфера составила 10 миллионов евро.
31 августа 2021 года дортмундская «Боруссия» арендовала хорвата на год с опцией выкупа. 11 сентября в поединке против «Байер 04» он дебютировал за клуб в немецкой Бундеслиге.

## Достижения
Ред Булл Зальцбург
- Чемпион Австрии: 2017/18, 2018/19
- Обладатель Кубка Австрии: 2018/19